# Conservatoire national supérieur d'art dramatique
Conservatoire national supérieur d'art dramatique (tj. Národní konzervatoř dramatického umění) je vysoká škola v Paříži a jedna ze třinácti divadelních škol ve Francii. Sídlí na Rue du Conservatoire v 9. obvodu v paláci Hôtel des Menus-Plaisirs, který je chráněn jako historická památka.

## Historie školy

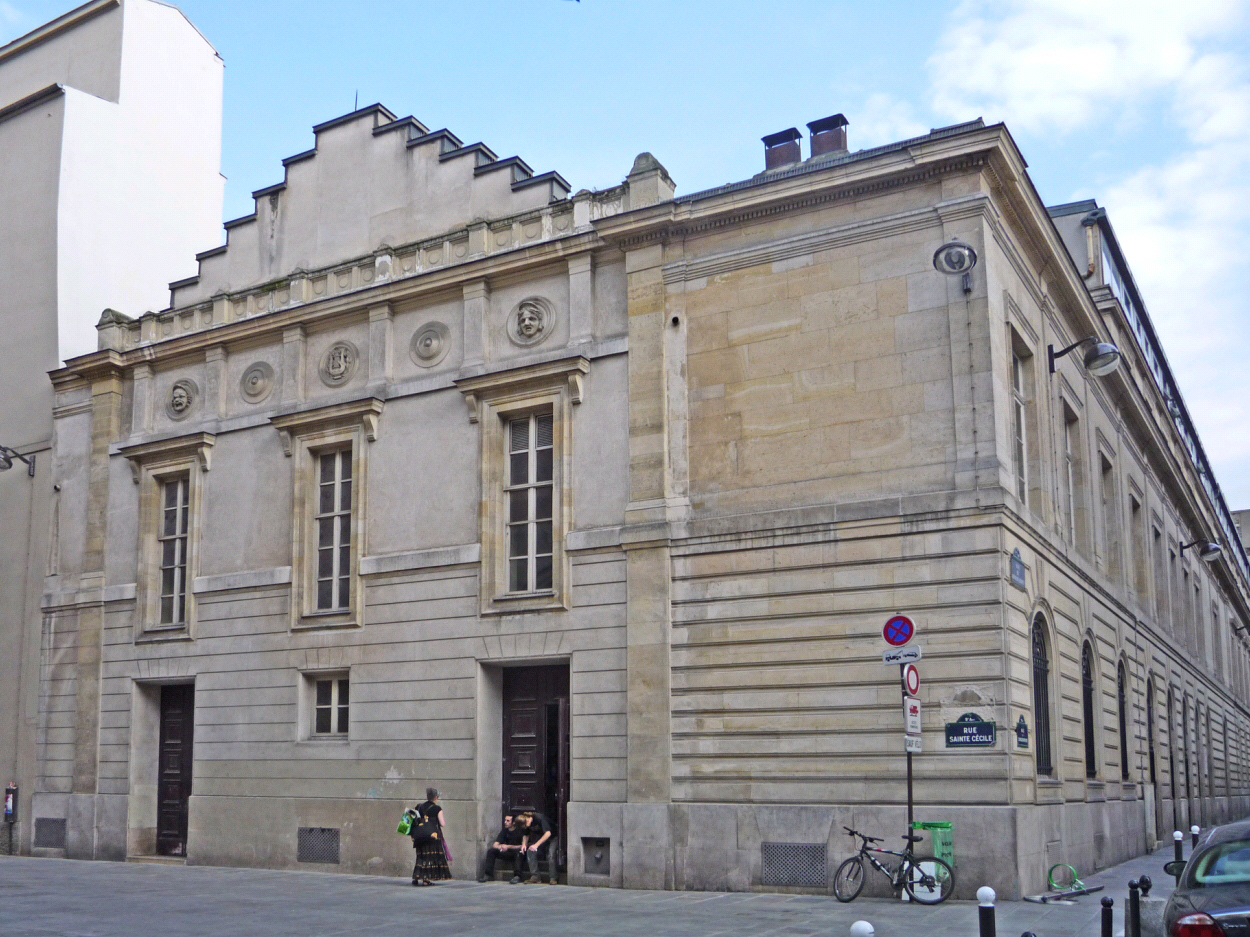
Divadlo na konzervatoři / Národní konzervatoř dramatického umění rue du Conservatoire, Paříž

Konzervatoř byla původně součástí Konzervatoře hudby a přednesu založené v roce 1784 pod názvem École royale de chant et de déclamation (Královská škole zpěvu a přednesu). Recitace byla zpočátku brána jako součást hudebního vzdělávání. Dekretem z 3. března 1806 byla stanovena skutečná výuka dramatického umění. Přesto byl přednes dál jen okrajovou oblastí ve výuce na konzervatoři. Studenti herectví vystupovali společně se svými hudebními kolegy během slavnostních vystoupení nebo veřejných cvičení, které se odehrávaly příležitostně během Restaurace a mnohem častěji od roku 1841.
V roce 1946 byla konzervatoř rozdělena na dvě části – hudební a dramatické oddělení. Hudební část se přesunula do Rue de Madrid a stala se z ní Conservatoire national supérieur de musique et de danse de Paris. Dramatické oddělení zůstalo v původních prostorách konzervatoře a posléze se změnilo na Conservatoire national d'art dramatique a v roce 1968 na Conservatoire national supérieur d'art dramatique. Aktuální statut konzervatoře byl přijat vyhláškou č. 2011-557 z 20. května 2011.

## Théâtre du Conservatoire
Divadlo konzervatoře je umístěno v původním hudebním sále, kde se po restaurování již nemohou konat koncerty. Sál byl postaven v roce 1811 architektem Françoisem-Josephem Delanoyem na místě divadla Menus-Plaisirs z roku 1763. V divadle občas vystupuje soubor Théâtre de la Ville.

## Přijímací řízení
Věhlas konzervatoře má za následek, že z přihlášených uchazečů v průměru uspějí dvě až tři procenta. Ze zhruba 1300 kandidátů je každoročně vybráno 30 studentů.
První kolo
Každý kandidát si připraví čtyři představení. Porota z nich vybere jedno až tři a výstup nesmí přesáhnout 10 minut. Poroty jsou pětičlenné, tvořené profesorů konzervatoře a profesionály z divadla a dalších uměleckých formací.
Druhé kolo
Kandidáti musí přednést dvě ze čtyř scén, které si připravili, a jen jedna z nich může být monolog. Výstup nepřesahuje tři minuty. Po skončení první scény porota vede s kandidátem rozhovor, jehož trvání nepřesahuje deset minut. Každá porota druhého kola se skládá nejméně z 10 členů.
Třetí kolo
Kandidáti ve třetím kole musí představit jednu scénu buď z původních čtyř, které si připravili, nebo scénu novou dle vlastního výběru. Následuje pohovor, při kterém porota posuzuje osobnost a motivaci kandidáta. Zkouška nesmí překročit 20 minut. Porota třetího kola je totožná s druhým kolem.

## Výuka
CNSAD poskytuje specializovanou výuku dramatického umění. Výuka zahrnuje teoretické znalosti a praktické dovednosti nezbytné pro výkon hereckého povolání. Délka studia je tři roky. Každý ročník má asi 30 studentů (obvykle 15 chlapců, 15 dívek) a několik zahraničních účastníků. V roce 2001 byla zahájena výuka režie.
Výuka kombinuje dva typy vzdělávání: třídu a ateliér. Třída pokračuje v tradici v podstatě individuální výuky mezi učitelem a žákem. V ateliérech se studentům představují různé herní praktiky a výuka je především kolektivní.
První ročník se věnuje získávání a posílení základů herecké profese. Předměty jsou základní umělecké disciplíny: tělo, hlas, přednes, představivost apod.
Druhý rok na něj navazuje v podobném duchu. Střídají se týdenní třídy věnované určitému předmětu, které prohlubují odbornou praxi. Kurzy 2. ročníku končí veřejnými představeními v červnu.
Třetí ročník se věnuje především samotné umělecké tvorbě. Studenti pracují s pozvanými umělci a pracují v podmínkách profesionální produkce. Některé z těchto ateliérů se konají v partnerských divadlech i mimo Paříž. To umožňuje studentům seznámit se se všemi složkami divadla (administrativou, technikou, vztahem k veřejnosti apod.). Rok se vyznačuje krátkými kurzy, které studentům umožňují seznámit se s různými aktivitami souvisejícími s jejich budoucí profesí jako je dabing, rozhlasové nahrávky... Poslední ročník končí dvěma představeními inscenovanými studenty.

## Jeune théâtre national
Od roku 1971 funguje Jeune théâtre national (Národní divadlo mládeže), které podporuje začínající mladé umělce z různých francouzských uměleckých škol, mj. též z konzervatoře. Poskytuje jim prostor pro setkání s režiséry nebo k uvedení vlastních projektů. Divadlo je dotováno Ministerstvem kultury. Absolventi konzervatoře, mají navíc nárok na tříletou podporu JTN. Během tohoto období jsou náklady na jejich mzdu u divadel, které je angažují, částečně hrazeny státem.